# Golden Grain
Golden Grain — сборник американского лейбла Disturbing tha Peace, вышедший в 2002 году. В первую неделю в США было продано 95 000 экземпляров альбома, и он вошёл в хит-парад журнала Billboard. Название отсылает к навесному мосту «Золотые Ворота» через одноимённый пролив, соединяющий залив Сан-Франциско с Тихим океаном.

## Список композиций
1. «Break Sumthin'»
2. «Growing Pains (Do It Again)» [Remix]
3. «Posted»
4. «Smokin' Dro»
5. «Big Chain Records» (skit)
6. «Pimp Council»
7. «Play Pen to the State Pen»
8. «R.P.M.»
9. «Can’t Be Stopped (I Know)»
10. «Behind the Chains» (skit)
11. «A-Town Hatz»
12. «N.S.E.W.»
13. «When I Touch Down»
14. «Outro on Ya Ass»